# Top Gun (1955)
Top Gun (bra: Ágil no Gatilho) é um filme estadunidense de faroeste de 1955, dirigido por Ray Nazarro. Rod Taylor aparece em um de seus primeiros papeis no cinema. O tiroteio final foi influenciado por High Noon.

## Elenco
- Sterling Hayden...Rick Martin
- William Bishop...Canby Judd
- Karin Booth...Laura Mead
- James Millican...Xerife Bat Davis
- Regis Toomey...Jim O'Hara
- Hugh Sanders...Ed Marsh
- John Dehner...Tom Quentin
- Rod Taylor...Lem Sutter
- Denver Pyle...Hank Spencer

## Sinopse
Por volta de 1870, o pistoleiro Rick Martin retorna à sua cidade natal (Casper, Wyoming) onde é odiado e temido por todos, exceto o idoso dono do hotel, Jim O'Hara. Martin avisa ao xerife que a cidade está prestes a ser atacada pelo bando de Tom Quentin e oferece ajuda, mas a mesma é recusada. Enquanto isso ele investiga as causas da repentina morte da mãe e descobre que Canby Jud, que está prestes a se casar com a mulher que amava, foi o responsável.

## Produção
As filmagens começaram em junho de 1955
A protagonista feminina Karin Booth era casada com o neto de Allan Pinkerton e o produtor Edward Small anunciou pretender que ela estrelasse filme sobre uma mulher detetive da Agência Pinkerton mas isso acabou não acontecendo